# Numenius minutus
El zarapito chico (Numenius minutus) es una especie de ave caradriforme de la familia Scolopacidae cuya área de nidificación se centra en Siberia; inverna en Australasia. No se reconocen subespecies.